# وادي الرسعة

تعديل مصدري - تعديل

تجمع وادي الرسعه هو "تجمع بدوي" في  عزلة أحور بمديرية أحور التابعة لمحافظة أبين، بلغ تعداد سكانها 48 نسمة حسب تعداد اليمن لعام 2004.